# Deezer
Deezer (/diː.zə(ɹ)/) è un servizio di streaming multimediale che consente l'ascolto on demand di 90 milioni di brani musicali di numerose case discografiche ed etichette indipendenti, oltre che di podcast. 
Fondato a Parigi nel 2007, Deezer è di proprietà di Access Industries, azienda madre di Warner Music Group, e compete con servizi simili come Spotify, YouTube Music, SoundCloud ed Apple Music.
Il servizio prevede sia piani gratuiti che a pagamento ed è disponibile in 183 paesi nelle rispettive lingue, online e offline su vari dispositivi. 
Stando ai dati di gennaio 2019, Deezer ha 14 milioni di utenti mensilmente attivi e 7 milioni di utenti paganti.

## Dispositivi
Presentandosi come applicazione web, Deezer è accessibile da qualsiasi dispositivo con sistema operativo Microsoft Windows, macOS, Linux, Android o iOS in grado di connettersi a Internet e visualizzare pagine web con contenuto sia HTML5 sia Adobe Flash. Inoltre è stata distribuita un'applicazione per dispositivi mobili dotati dei sistemi operativi iOS (iPod/iPhone/iPad), Android, Windows Phone e BlackBerry. Deezer è anche disponibile, senza necessità di computer o smartphone, su diversi sistemi audio per la casa, su diverse Smart TV, su Xbox Live, su sistemi audio per la casa, Bose e Sonos, su sistemi audio per le auto quali BMW Connect, autoradio Parrot e su Mac, anche con la nuova Mac App. Per Windows,  Ubuntu Unity e macOS sono disponibili applicazioni integrate più profondamente con il sistema operativo, di solito per sfruttare i tasti funzione della tastiera collegata al computer.

## Storia

Logo prima del 5 maggio 2019.

Il sito, di proprietà della Blogmusik, diretto da Daniel Marhely e Jonathan Benassaya, lanciato inizialmente come BlogMusik venne chiuso nel febbraio del 2007 dalla SACEM a causa della violazione dei diritti d'autore. Per la sua riapertura, Marhely e Benassaya scelsero il nuovo nome Deezer.
È il primo sito francese d'ascolto gratuito di musica on-line ad avere stipulato un accordo con enti di gestione dei diritti d'autore. I redditi pubblicitari remunerano gli artisti e i detentori di diritti.
Il 25 agosto 2007 l'Universal Music Group dichiara: «A seguito agli articoli pubblicati nella stampa, la Universal Music precisa che nessun accordo d'uso del suo catalogo è stato stipulato con il sito Deezer.com. Di conseguenza, il repertorio Universal Music presente sul sito viene utilizzato illegalmente».

### La rapida crescita
Il 10 ottobre 2007, a seguito dell'accordo con la Sony BMG, Deezer propone 165 000 titoli supplementari. Il 10 gennaio 2008 sono disponibili all'ascolto sul sito 5 milioni di brani. Il 14 maggio 2008 un milione di brani dell'Universal Music Group viene autorizzato all'ascolto a seguito della stipula di un accordo con l'etichetta discografica. Questo accordo europeo viene attivato in 35 paesi. Dall'agosto 2008, grazie a un accordo con YouTube, numerosi video sono accessibili con la funzione ricerca di Deezer.

### L'accordo con la Warner Music International
L'11 settembre 2008 Deezer stipula un accordo con Warner Music International per l'accesso al catalogo della major sul sito. Nell'agosto 2008 Deezer viene utilizzato da una comunità di 3.3 milioni di membri. Il 18 settembre 2008 una comunicazione ufficiale nel blog di Deezer riferisce che il repertorio del sito ha raggiunto 3.7 milioni di titoli. Indica inoltre che l'accordo con la Warner Music Group è mondiale. Il 23 ottobre 2008 Deezer lancia la sua applicazione per iPod touch e iPhone: è gratuita e permette di ascoltare le webradio di Deezer e di accedere alla Smartradio. Il 14 novembre 2008 Deezer raggiunge i 4 milioni di membri e 7 milioni di playlist.

### La restrizione allo scambio dei brani musicali
A partire dal 10 dicembre 2008 l'accesso agli upload e allo scambio di brani musicali venne fortemente ristretto e reso accessibile ai soli possessori di MP3 già inviati sul sito. Questa restrizione venne considerata una vera e propria svolta, quasi un'offesa nei confronti della community del sito, in quanto lo scambio di brani tra i membri ormai era molto popolare. Deezer ha giustificato l'introduzione di questa restrizione con la pressione esercitata delle case discografiche che non apprezzava la condivisione di brani musicali da loro commercializzati. Tuttavia questa misura penalizzava anche membri musicisti che desideravano far conoscere la loro musica e condividerla con la comunità.
Nel gennaio 2014 Deezer contava circa 35 milioni di brani disponibili, brani di famosi artisti registrati in esclusiva per Deezer, ultime novità discografiche, applicazioni di servizio, come la ricerca per periodo storico di Harmonia Mundi, o Deutsche Grammophon. L'applicazione è disponibile in più di 180 paesi e conta 16 milioni di utenti attivi di cui 6 milioni di abbonati paganti.
Nel 2016, l'azionista principale, Access Industries, aumenta la sua partecipazione in Deezer ad oltre il 50% del capitale; Orange SA ne rimane comunque azionista.